# Eichberg
Eichberg é uma comuna da Suíça, no Cantão São Galo, com cerca de 1.293 habitantes. Estende-se por uma área de 5,43 km², de densidade populacional de 238 hab/km². Confina com as seguintes comunas: Altstätten, Gais (AR), Oberriet, Rüte (AI).
A língua oficial nesta comuna é o Alemão.